# Żywice polimerowe
Żywice polimerowe – substancje o konsystencji płynnej, półpłynnej lub miękkiego ciała stałego, wytworzone na drodze polimeryzacji, polikondensacji lub poliaddycji będące mieszaninami prepolimerów (głównie oligomerów i polimerów) zawierających reaktywne grupy funkcyjne, które umożliwiają dalsze prowadzenie polireakcji bądź sieciowania.
Powszechnie termin ten jest jednak nieprecyzyjnie stosowany w szerokim znaczeniu. Może bowiem dotyczyć każdego materiału wyjściowego wykorzystywanego do produkcji tworzyw sztucznych, powłok organicznych, lakierów itp., bądź też już usieciowanej żywicy. Nazywa się tak również materiały polimerowe stosowane m.in. w syntezie na podłożu stałym oraz jako nośniki, reagenty, katalizatory i zmiatacze. Takie wykorzystywanie tego terminu jest jednak niezalecane przez Międzynarodową Unię Chemii Czystej i Stosowanej (IUPAC). Usieciowane żywice powinny być nazywane tworzywami sztucznymi lub (w przypadku braku dodatków) polimerami.

## Zastosowanie
Żywice syntetyczne mają bardzo szerokie zastosowanie. Są składnikami klejów i farb. Po usieciowaniu są materiałami konstrukcyjnymi o bardzo korzystnych właściwościach mechanicznych. Wytwarza się z nich kompozyty.
Żywice polimerowe są stosowane na dwa sposoby:
- w postaci jak otrzymane, ew. po zmieszaniu z wypełniaczami
- jako substraty, które ulegają sieciowaniu; po zmieszaniu z odpowiednimi związkami chemicznym (utwardzaczami) zachodzi reakcja sieciowania, która prowadzi do otrzymania tworzyw sztucznych o różnych właściwościach.